# Ortiz híd
Az Ortiz híd (spanyolul Puente Ortiz) a kolumbiai Cali városának egyik régi műemléke, az első kőhíd, amelyet a Cali folyó felett építettek.

## Története
Már 1834-től kezdve létezett a terv, hogy a Cali folyón hidat építsenek. Az első híd azonban még csak guadua-fából készült, ezért gyorsan tönkre is ment, ezért Santiago Reyes polgármester sürgetni kezdte a pénzgyűjtést egy új, tartós kőhíd építésére. Az új hidat 1842. június 25-én kezdték el építeni egy 1781-ben született szerzetes-mérnök, José Ignacio Ortiz tervei alapján, átadására 1845 októberében került sor. Egy legenda szerint a felhasznált kövek és téglák összeragasztásához tojást, bika vérét és tejet (José María Caicedo y Cuero adományait) használtak fel, a valóság azonban az, hogy szokásos módon, mész és homok keverékével erősítették össze az építőköveket.
Eredetileg gyalogoshíd volt, később azonban már járművek is igénybe vehették: 1950-ben például amiatt kellett átépíteni és kiszélesíteni, hogy az autók átférjenek rajta. 1918-ban Julio Fajardo Herrera, 1945-ben vagy 1946-ban pedig Alfonso Garrido közreműködésével végeztek rajta felújítási munkálatokat. Az első alkalommal az eredeti téglaboltozatokra nagy méretű betongerendákat helyeztek rá, ezekre pedig vasútisín-darabok is voltak erősítve, utóbbi alkalommal pedig új, vasbetonból készült ívrészeket illesztettek a híd széléhez. Ezzel az eredeti hídszerkezet teljesen el lett fedve. Később több vita tárgyává is vált, hogy haladhassanak-e rajta gépkocsik: az 1950-es kiszélesítés után haladhattak, aztán kitiltották őket, de az 1980-as években a városlakók kérésére újra engedélyezték a járműforgalmat. Ma újra csak a gyalogosforgalom számára van nyitva.

## Képek

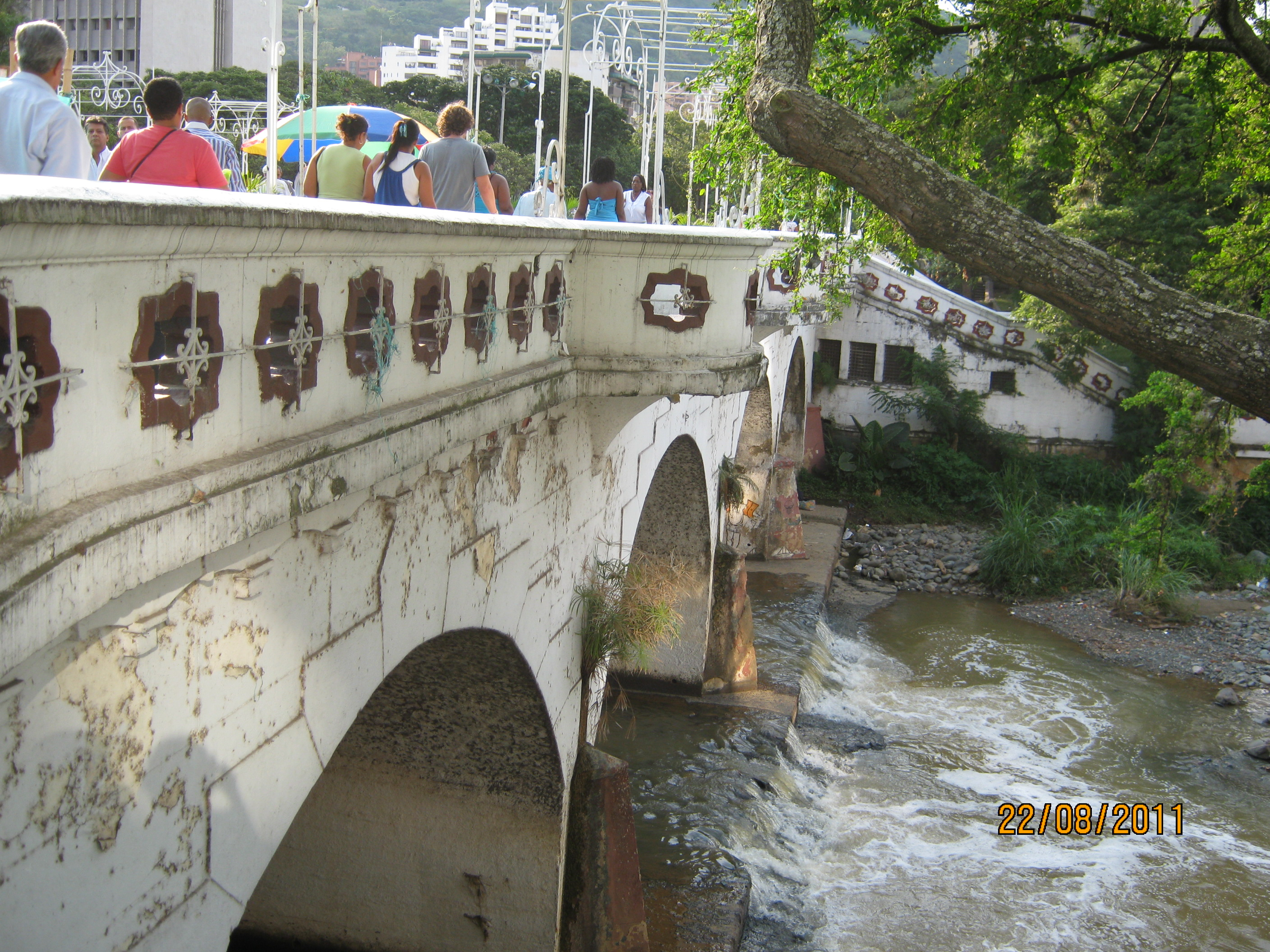
Gyalogosok a hídon
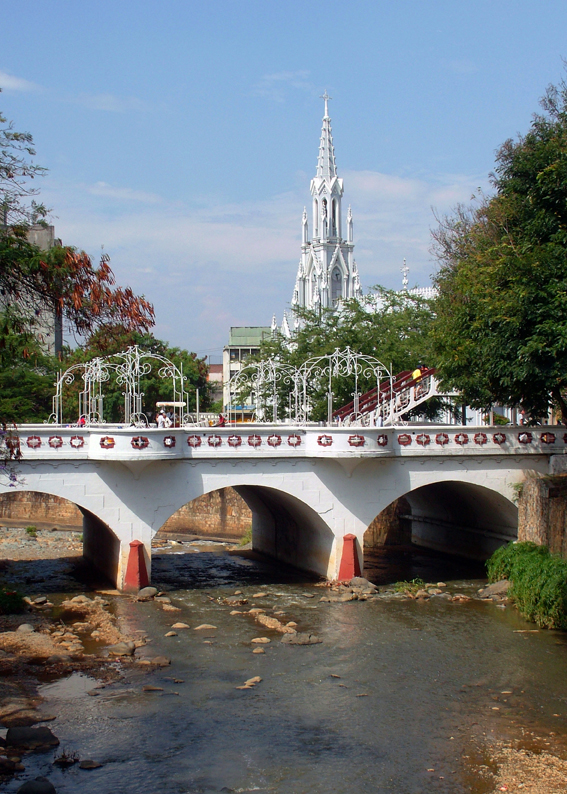
A híd és a La Ermita templom
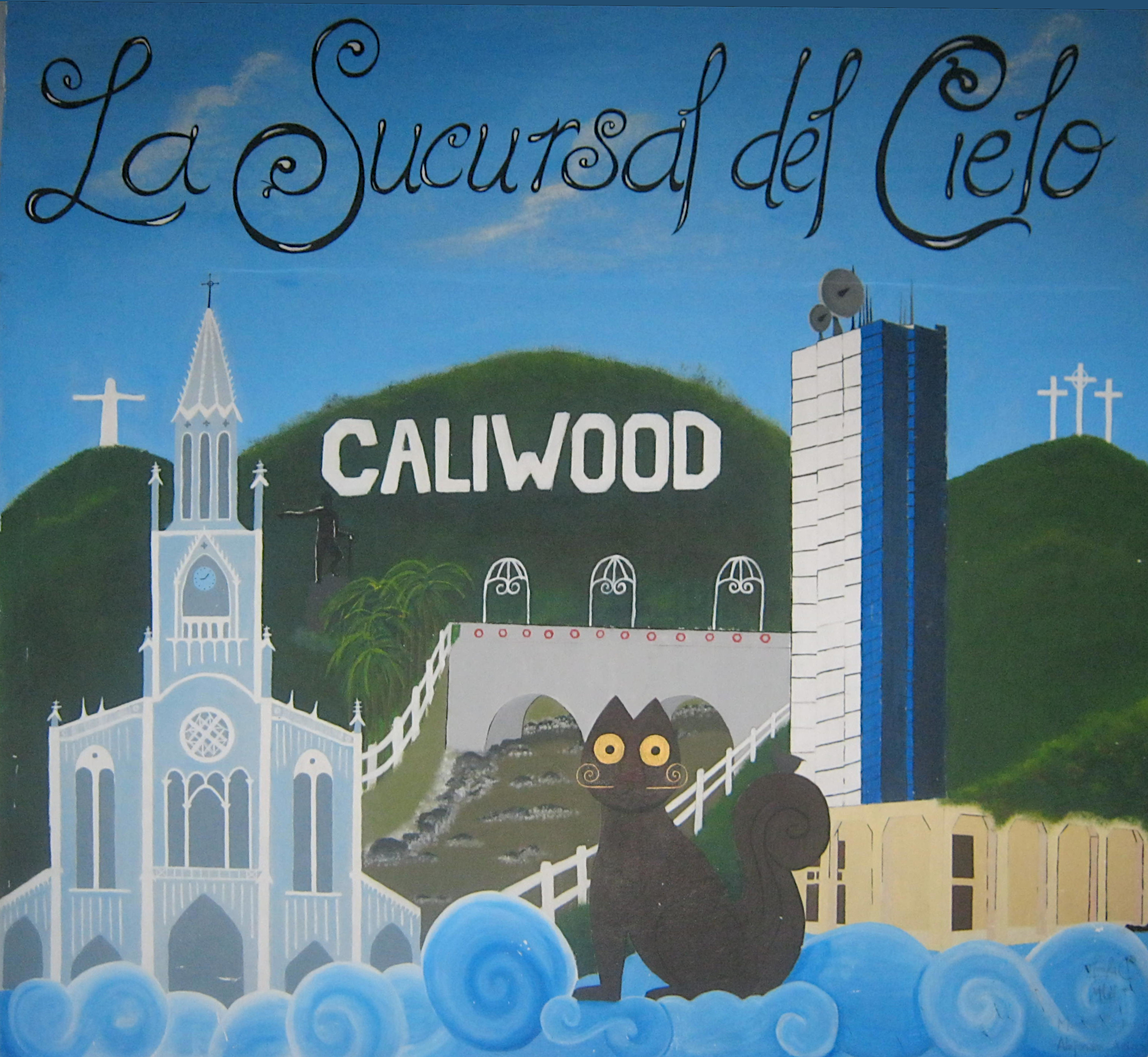
A híd Cali nevezetességei között egy falfestményen
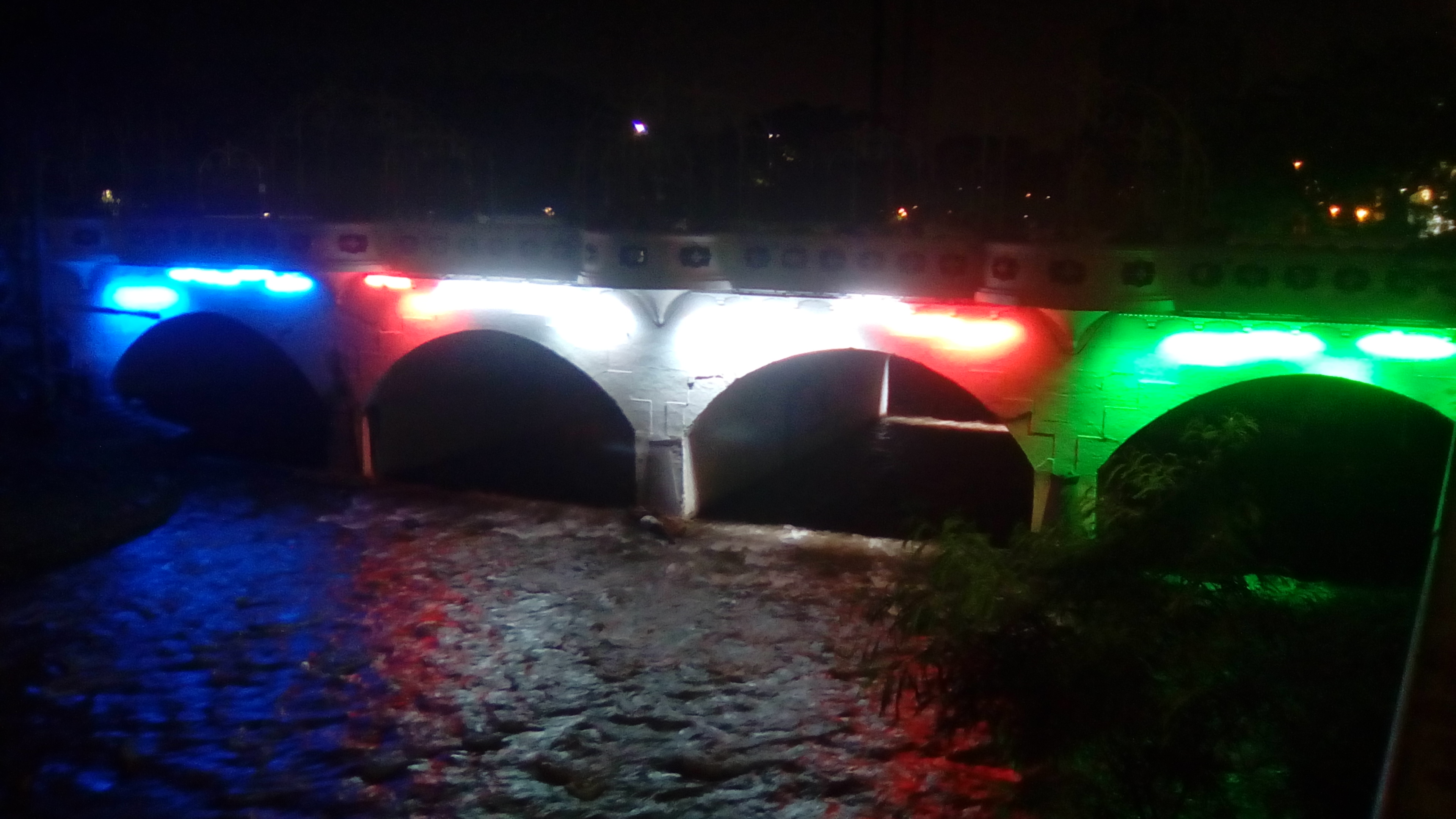
A híd Cali zászlajának színeivel kivilágítva